# Livno
Livno è un comune della Federazione di Bosnia ed Erzegovina situato nel Cantone della Bosnia Occidentale con 37.487 abitanti al censimento 2013.
Nei pressi dell'abitato si trova il lago di Buško, il più grande del Paese.

## Località
La municipalità di Livno è composta dalle seguenti 59 località:
| - Bila - Bilo Polje - Bogdaše - Bojmunte - Čaić - Čaprazlije - Čelebić - Čuklić - Ćosanlije - Dobro - Donji Rujani - Drinova Međa - Držanlije - Golinjevo - Gornji Rujani | - Grborezi - Grgurići - Gubin - Komorani - Kovačić - Lipa - Lištani - Livno - Lopatice - Lusnić - Ljubunčić - Mali Guber - Mali Kablići - Miši - Odžak | - Orguz - Podgradina - Podgreda - Podhum - Potkraj - Potočani - Potok - Příluka - Prisap - Prolog - Provo - Radanovci - Rapovine - Sajković - Smričani | - Srđevići - Strupnić - Suhača - Tribić - Veliki Guber - Veliki Kablići - Vidoši - Vrbica - Vržerala - Zabrišće - Zagoričani - Zastinje - Žabljak - Žirović |